# Bayazid Jalayir
Bayazid Jalayir o Bayazid Beg (+1361) fou un amir o beg del tuman dels jalayirs a Transoxiana.
Governava el tuman a la meitat del segle xiv. Els jalayirs tenien les seves terres de pastura al nord de Transoxiana i no van participar en l'expedició del karauna Qazaghan amb suport dels tumans del sud contra el malik kart d'Herat el 1351.
El 1359 Buyan Suldus, del tuman dels suldus, es va revoltar contra Abd Allah ibn Qazaghan, fill i successor de Qazaghan, i va tenir el suport del tuman dels Barles, dirigits per Hajji Barles. També Bayazid es va afegir a la revolta i va arribar amb les seves forces a Samarcanda. Inicialment foren Bayan Sulduz i Hajji Barles els que van assolir el govern de l'ulus de Transoxiana. Hajji Barles i Bayazid Jalayir reclamaven tot el poder a l'ulus de Txagatai (Transoxiana) però finalment es va acordar deixar al front a Bayan Suldus, un home clement i religiós però molt aficionat al vi i que sempre estava de festa; amb la seva la falta d'autoritat els amirs principals, caps dels tumans, van començar a fer-se independents de facto. Bayazid Jalayir va conservar el nord del país a l'entorn de Khojand, a la vora del Sihun (antic Yaxartes, modern Sir Darya).
El febrer o març de 1360 Tughluq Timur, kan de Mogolistan, es va presentar a Transoxiana, i va acampar a la vora del Sihun (el riu que marcava la separació entre els dos ulus) a la font de Xanaq Bulaq, a la plana de Taixkent. Va enviar a tres missatgers que van creuar el Sihun a Khujand amb un edicte imperial convocant a tots els caps de l'ulus Txagatai a la seva presència. Els caps dels tumans es van alarmar i van córrer a oferir regals al kan i es van sotmetre; la situació de Bayazid Jalayir, els territoris del qual estaven propers al campament del kan i eren la porta d'entrada a qualsevol invasió, es incerta. Segons “Tamerlane, the earth shaker, de H. Lamb, fou l'únic que no va fer submissió expressa; però Yazdi Sharaf al-Din Ali al seu Zafarnama diu que va considerar millor sotmetre’s al kan i va marxar amb ell concertadament cap a la vila de Xahrisabz. Probablement Bayazid Jalayir va enviar algun regal però no es va sotmetre expressament de moment ja que va decidir marxar amb el seu tuman cap al sud i portar cap allí a tota la seva tribu. Una vegada el seu tuman va estar establert al sud del riu Jihun (Oxus), segurament sabent que el kan havia concedit alguns favors a Tamerlà i l'havia fet cap de la tribu dels Barles, va decidir anar a presentar-se al kan. Yazdi no obstant, diu que Bayazid Jalayir va anar a veure a Timur (i no pas al kan), com a nou príncep de facto de l'ulus Txagatai. Encara era Bayazid al campament del kan quan va rebre una petició d'Amir Husayn de Kabul per ajudar-lo a conquerir Shadman (possessió de Buyan Suldus), petició que també havia fet a Tamerlà i a Khidr Yasauri, els caps dels tumans dels Barles i dels Yasauris. Amir Husayn i Khidr Yasauri van conquerir Shadman (que de moment va quedar en mans de Khidr, però que Husayn donava per suposat que li seria entregada com així fou); en canvi Bayazid Jalayir no havia participat a la lluita tot i que nominalment i donava suport. No havia passat gaire temps quan Toghluq Selduz va atacar les forces de Husayn. Aquest va enviar missatgers a Tamerlà, Bayazid Jalayir i Khidr Yasauri, informant de les hostilitats. Timur i Khidr no s'ho van pensar dues vegades i van enviar les seves forces en ajut de Husayn, mentre que Bayazid Jalayir va seguir inactiu.
Una vegada els mogols de Tughluq Timur es van retirar de la frontera i es va acostar el hivern sense haver tornat, els amirs que havien fugit van considerar que havia passat el perill i van retornar al ulus Txagatai (Transoxiana). Hajji Barles, l'anterior cap dels Barles que conservava molta influència sobre el tuman (que l'havia seguit cap al sud del Jihun i ara retornava amb ell) va anar a veure a Bayazid Jalayir i va concertar una aliança contra Khidr Yasauri que en el fons estava dirigida contra Tamerlà, aliat de Khidr. Tamerlà va intentar defensar a Khidr i també la seva pròpia condició precària de cap del tuman dels Barles, i les dues forces es van enfrontar; però els principals amirs Barles consideraven a Hajji com el seu cap natural mentre que Tamerlà havia estat nomenat per un poder estranger, i van desertar massivament cap al camp d'Hajji deixant a Tamerlà només els seus fidels personals. Hajji va acollir favorablement als desertors i els va enviar a Samarcanda, on havia arribat Bayazid Jalayir amb les forces dels jalayirs. El propi Hajji Barles es va anar a trobar amb Bayazid i es va acordar que Hajji Barles recuperava les possessions dels Barles (Xahrisabz, Karshi) i Bayazid seria el gran amir de l'ulus de Transoxiana.
Poc després Hajji Barles i Bayazid Jalayir van acampar prop de Kish (Xahrisabz), a les planes de la ciutat, i van escriure a Tamerlà convidant-lo a participar en la conquesta de Khujand, que seria beneficiós per tots. Timur va accedir; va sortir a les planes i fou rebut per Bayazid que el va portar a la tenda pública (Bargah) i d'allí li va demanar una conversa privada a una tenda privada (Khergah). Bayazid es va seure a la seva dreta i Hajji a l'esquerra. Timur va començar a desconfiar i amb una excusa va sortir de la tenda (va dir que li estava sortint sang del nas) i llavors es va retirar al seu campament protegit pels seus homes que romanien a la tenda pública. Més tard Bayazid Jalayir va confessar que les intencions no eren bones, va demanar disculpes i va carregar les culpes a Hajji. Poc després el campament de Hajji i Bayazid s'aixecava i els dos homes marxaven per anar a Khujand (1360). Al seu campament Bayazid Jalayir va acollir a Sayyid Ali un religiós de Tirmidh que s'havia enfrontat a Tamerlà (1361)
Tamerlà va cridar al kan de Mogolistan a intervenir (1361). Tughluq Timur Khan ho va considerar i finalment va enviar un exercit nombrós que com un parell d'anys abans va acampar al riu Sihun prop de Khujand. El kan va cridar a Timur i a Bayazid Jalayir a la seva presència. Bayazid, que havia tornat a Samarcanda, considerada la capital del ulus, va anar llavors a retre homenatge al kan i expressar-li la seva lleialtat deixant Samarcanda a càrrec d'un lloctinent. Al campament del kan, aquest li va demanar les claus de la ciutat de Samarcanda i com que Bayazid va demorar en donar-les, li va fer tallar el cap, que fou enviat a Samarcanda. També Buyan Suldus i Hajji Barles havien anat a retre homenatge al kan i Buyan seguirà la mateixa sort que Bayazid i Hajji només es va salvar per la fugida. L'execució era part de la política de centralització del poder i eliminació dels amirs que podien ser un perill que pretenia el kan.